# 包岑县
包岑县（德語：Landkreis Bautzen）是德国萨克森自由州面积最大的一个县，位于该州东部，县治为包岑。2008年由原包岑县、卡门茨县和霍耶斯韦达合并而成。总面积为2395.61平方千米，截至2020年总人口为299,758人。